# Черепаха Які
Черепаха Які (Trachemys yaquia) — вид черепах з роду Червоновухі черепахи родини Прісноводні черепахи. Отримала назву на честь північномексиканського індіанського племені я́кі.

## Опис
Загальна довжина карапаксу досягає 31 см. Голова середнього розміру. Заочноямкова пляма трохи розширена. Карапакс овальний, трохи куполоподібний, із загостреними краями у задній частині. Пластрон майже дорівнює карапаксу.
Голова зеленого забарвлення. Заочноямкова пляма жовтувато—помаранчевого кольору. На реберних щитках карапаксі присутні малопомітні «оченята» з темним центром зубчастої форми. Пластрон жовтувато—бежевого кольору. Центрально пляма на пластроні темна, але зникає з віком.

## Спосіб життя
Полюбляє дрібні озера, ставки, невеликі річки. Харчується молюсками, комахами, дрібною рибою, рослинною їжею.
Самиця відкладає до 12 яєць, інколи більше. Інкубаційний період триває до 80—90 діб.

## Розповсюдження
Мешкає у штатах Сонора, Чіуауа (Мексика).